# Marila nitida
Marila nitida är en tvåhjärtbladig växtart som beskrevs av Richard Spruce och George Bentham. Marila nitida ingår i släktet Marila och familjen Calophyllaceae. Inga underarter finns listade i Catalogue of Life.